# Kronberg im Taunus
Pour les articles homonymes, voir Taunus (homonymie).
Kronberg im Taunus est une ville allemande de la circonscription administrative de Hochtaunuskreis dans le land de Hesse.

## Histoire
| Appartenances historiques Seigneurie de Kronberg 1230-1704 Électorat de Mayence 1704-1802 Nassau-Usingen 1802-1806 Duché de Nassau 1806-1866 Royaume de Prusse (Province de Hesse-Nassau) 1866-1918 République de Weimar 1918-1933 Reich allemand 1933-1945 Allemagne occupée 1945-1949 Allemagne 1949-présent |

## Culture
La ville est le lieu de la célèbre Académie Kronberg qui organise notamment le Concours international de violoncelle Pablo-Casals.
Le célèbre château de Friedrichshof, ancienne demeure de l'impératrice Victoria, aujourd'hui hôtel Kronberg, se trouve à proximité.

## Économie
La société Braun GmbH y a son siège.

## Personnalités liées à la ville
- Johann Schweikhard von Kronberg fut archevêque et prince-électeur de Mayence (voir aussi : Électorat de Mayence) ;
- Johann Ludwig Christ (1739-1813), naturaliste, jardinier et pasteur allemand ;
- Victoria du Royaume-Uni (1840-1901), Impératrice douairière allemande ;
- Markus Koob (1977-), homme politique né à Kronberg im Taunus.

## Villes jumelées
- Le Lavandou (France)
- Ballenstedt am Harz (Allemagne)
- Porto Recanati (Italie)
- Aberystwyth (Royaume-Uni)
- Guldental (Allemagne)
- Zaventem (Belgique)
- Esquel (Argentine)
- Arklow (Irlande)
- Marchena (Espagne)